# Dinochloa scabrida
Dinochloa scabrida är en gräsart som beskrevs av Soejatmi Dransfield. Dinochloa scabrida ingår i släktet Dinochloa och familjen gräs. Inga underarter finns listade i Catalogue of Life.